# Club Ninja
Club Ninja är ett album av det amerikanska rockbandet Blue Öyster Cult. Albumet spelades in i januari 1986. Efter flera års frånvaro återvände managern Sandy Pearlman och bidrog med såväl låttexter som produktionen av albumet.

## Låtlista
1. White Flags
2. Dancin' In the Ruins
3. Rock Not War
4. Perfect Water
5. Spy in the House of the Night
6. Beat 'Em Up
7. When the War Comes
8. Shadow Warrior
9. Madness to the Method

## Övrig information
Bandet bestod av:
- Eric Bloom: sång och gitarr
- Joe Bouchard: bass, sång, gitarr
- Donald "Buck Dharma" Roeser: sång, gitarrer och keyboards
- Jimmy Wilcox: bakgrundssång och perkussion
- Tommy Zvoncheck: synthesizers, piano och orgel

Manager: Sandy Pearlman och Steve Schenk
Producerad av Sandy Pearlman